# Morten Warmind
Morten Warmind (født 25. februar 1957) er en dansk religionssociolog, ph.d., som er lektor ved Institut for Tværkulturelle og Regionale Studier ved Københavns Universitet, hvor hans primære forskningsområde er keltisk og nordisk religion. Arbejder derudover også indenfor hellenisme og religion i det moderne Danmark.

## Publikationer i udvalg
- (2005): Baha'i and globalisation, red. af Margit Warburg, Annika Hvithamar & Morten Warmind, RENNER studies on new religions / v. 7
- (2001): Keltiske guder og helte, Politikens Forlag (med bidrag af Flemming Kaul)
- (1999): Gennem regnbuefarvede briller, studiet af nye religiøse bevægelser, Armin W. Geerts og Ole Riis, med bidrag af Mikael Rothstein, Helge Kjær Nielsen, Morten Warmind, Gyldendal : i samarbejde med RENNER
- (1996): Politikens bog om myter, indledning; oversættelse og bearbejdelse af The dictionary of world myth
- (1995): From severed heads to valkyries, studies in the relationship between Celtic and Germanic religions and literatures, Ph.D. Afhandling, Københavns Universitet, Institut for Folkloristik
- (1989): Old var årle, Nordens gamle religioner; Aase Koefoed & Morten Warmind, Gjellerup & Gad